# 夏娃的挑逗
夏娃的挑逗（英語：Eve teasing）是流傳在印度、孟加拉、巴基斯坦等南亞地區的諺語。該詞被印度媒體廣泛使用，以避免描述性犯罪的細節。

## 歷史
在南亞，夏娃的挑逗最早於1950－1960年代就出現在報章上，在印度、孟加拉的媒體和警方廣泛使用，以避免觸犯這些國家的保守文化。而在尼泊爾、巴基斯坦，則是一種猥褻行為的指控。
2011年1月，孟加拉高等法院判決"夏娃的挑逗"一詞帶有藐視的含意。

## 外部連結
記者來鴻：在印度遭遇「夏娃的挑逗」 （页面存档备份，存于）